# 胡宁 (北魏)
胡宁（？—？），字惠归，安定郡临泾县人，北魏官吏。胡国珍兄胡真之子。

## 生平
胡宁先受封为临泾伯，后来进阶为公爵。先后任过岐州、泾州刺史，卒后谥孝穆。
武定初年，胡宁被赠太师、太尉公、录尚书事，谥孝昭。

## 家庭

### 祖父
- 胡渊，赫连屈丐给事黄门侍郎，北魏河州刺史、武始侯。

### 父
- 胡真。

### 女
- 胡智，清河王妃，生孝静帝元善见。

### 子
- 胡虔，胡智兄，泾州刺史，封安阳县侯。